# جلان ستيوارت جودوين
جلان ستيوارت جودوين (بالإنجليزية: Glen Stewart Godwin)‏ هو مهرب مخدرات أمريكي، ولد في 26 يونيو 1958 في ميامي في الولايات المتحدة.